# Столкновение над Броклсби
Столкновение над Броклсби — авиационное происшествие, случившееся в небе над австралийским посёлком Броклсби 29 сентября 1940 года. Примечательно тем, что два патрульных Avro Anson после столкновения сцепились друг с другом, а затем благополучно приземлились. У самолёта, который оказался «сверху», при ударе вышли из строя двигатели, а у нижнего двигатели заклинило на высоких оборотах. За счёт этого оба самолёта, находясь в сцепке, смогли удержаться в воздухе. Пилот нижнего Avro Anson и двое штурманов сразу после столкновения выпрыгнули с парашютами. Однако пилот верхнего обнаружил, что конструкцией из двух самолётов можно было управлять, используя закрылки в сочетании с всё ещё функционирующим двигателем нижнего самолёта. В результате пилот совершил успешную аварийную посадку в поле недалеко от Броклсби. Все четыре члена экипажа выжили. Самолёты были отремонтированы и использовались в дальнейшем на службе ВВС Австралии.

## Предшествующие обстоятельства

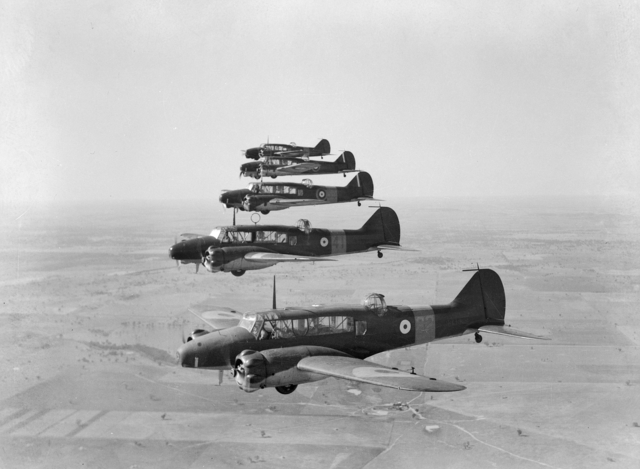
Пять Avro Anson из 2-й школы подготовки лётчиков в строю

2-я школа лётной подготовки ВВС Австралии (англ. No. 2 Service Flying Training School, SFTS), сформированная на авиабазе Форест-Хилл недалеко от Уогга-Уогга в самом начале Второй мировой войны, была одним из учебно-тренировочных объектов на территории Австралии для будущих лётчиков по Имперскому воздушно-тренировочному плану (англ. Empire Air Training Scheme, EATS). После базового обучения аэронавигации в авиашколе первоначальной подготовки курсанты поступали во 2-ю лётно-тренировочную школу ВВС Австралии, где осваивали программу строевых лётчиков, включающую полёты по приборам, в тёмное время суток, навигационный полёт (англ. cross-country navigation), элементы высшего пилотажа, полёт в строю, бомбометание и стрельбу. Некоторые корпуса 2-й лётной школы ещё находились в стадии строительства, когда первый набор лётчиков начал учебные полёты на Avro Anson в конце июля 1940 года.
29 сентября 1940 года два самолёта Avro Anson взлетели с авиабазы Форест-Хилл для выполнения учебного полёта над южной частью штата Новый Южный Уэльс. Борт N4876 пилотировал 22-летний Леонард Фуллер с 27-летним Йеном Синклером в качестве штурмана. Пилотом второго борта L9162 был 19-летний Джек Хьюсон, в качестве штурмана — 27-летний Хью Фрэйзер. По плану лётчики должны были выполнить полёт по маршруту Форест-Хилл—Корова—Наррандера—Форест-Хилл.

## Столкновение и аварийная посадка
Группа из двух Avro Anson летела на высоте 300 метров над посёлком Броклсби недалеко от Олбери, совершая тренировочный полёт. В момент резкого виража Леонард Фуллер потерял из виду летящий снизу самолёт, которым управлял Джек Хьюсон, в результате чего два борта столкнулись и сцепились вместе. Турель нижнего самолёта вклинилась в корень крыла другого, а киль с рулём высоты задел горизонтальное оперение верхнего Avro Anson. У самолёта, который оказался сверху, двигатели вышли из строя — воздушные винты были заблокированы мотогондолой нижнего самолёта. Однако двигатели борта L9162 остались работоспособными. Их заклинило на высоких оборотах, за счёт этого оба самолёта, находясь в сцепке, смогли удержаться в воздухе. Сразу же после столкновения оба штурмана и пилот нижнего самолёта Джек Хьюсон, которому обломками изранило спину, выпрыгнули с парашютами. Пилот верхнего самолёта Леонард Фуллер, однако, обнаружил, что тандемной конструкцией всё ещё можно было управлять.
Используя закрылки и элероны, в сочетании с всё ещё функционирующим двигателем нижнего самолёта Фуллер начал искать место для аварийной посадки. Он принял решение лететь в сторону поля рядом с селом Броклсби. Пилоту удалось пролететь ещё 8 километров после столкновения, после чего он успешно совершил аварийную посадку на поле в 6 километрах к югу-западу от Броклсби. Самолёты сели на брюхо, пропахали около 200 метров и остановились. Командир Фуллера майор Купер в дальнейшем заметил, что выбор импровизированной посадочной полосы оказался «идеальным», а сама посадка «удивительной». На место аварии для изучения причин произошедшего из Мельбурна прибыл инспектор по расследованию авиационных происшествий полковник Артур Мерфи со своим заместителем Генри Винником. Пилот Фуллер рассказывал Мерфи о своей посадке:
Ну, сэр, я сделал всё, что нам говорили делать при вынужденной посадке — приземляться как можно ближе к жилищу или фермерскому дому и, если возможно, приземляться против ветра. Я сделал всё это. Там есть дом, я сделал пару кругов и приземлился против ветра. Однако же она была довольно тяжёлой в управлении!

## Последствия

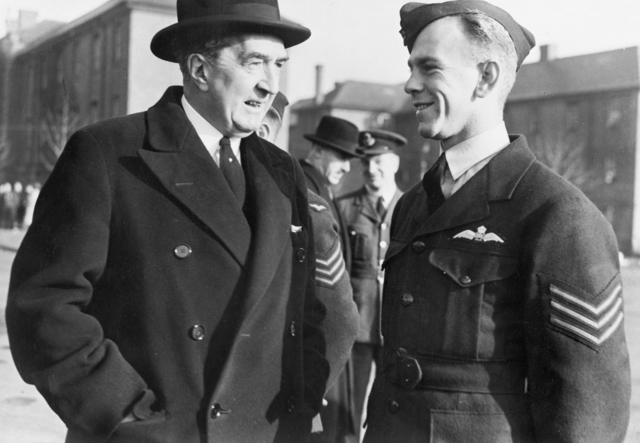
Сержант Фуллер (справа) с высоким комиссаром Брюсом Стэнли в 1941 году

Авиационное происшествие получило освещение в новостях по всему миру и сделало маленькое поселение Броклсби известным. Действия Леонарда Фуллера позволили не только избежать возможных жертв и разрушений на земле, но и также сохранить около 40 000 фунтов стерлингов — такова стоимость спасённой военной техники. Оба самолёта были отремонтированы. Борт N4876 продолжил службу в качестве лётного экземпляра, а L9162 переоборудовали в учебный планер. Джек Хьюсон успешно вылечил повреждённую спину и вернулся на службу, окончил обучение в SFTS в октябре 1940 года. В 1946 году был уволен из ВВС в звании капитана. Йен Синклер был уволен из ВВС в 1945 году также в звании капитана. Хью Фрэйзер был отправлен в Великобританию и летал в звании младшего лейтенанта в составе 206-й эскадрильи Королевских ВВС, базирующейся в Белфасте. Погиб 1 января 1942 года во время очередного тренировочного полёта на Lockheed Hudson.
Леонарда Фуллера сразу повысили в звании до сержанта. Однако в то же время он был наказан за дачу интервью журналистам газет без разрешения начальства. Он окончил школу подготовки лётчиков в октябре 1940 года и впоследствии получил благодарность от Совета по воздушному транспорту (англ. Australian Air Board) за «присутствие духа, мужество и решимость в посадке заблокированных самолётов без серьёзного ущерба для них в трудных обстоятельствах». Фуллер продолжал служить на Ближнем Востоке, а затем и в Европе в 37-й эскадрилье Королевских ВВС. В 1942 году ему вручили медаль «За лётные боевые заслуги» (англ. Distinguished Flying Medal) в боевых действиях на территории Италии. В том же году его отправили обратно в Австралию, где он продолжал работать инструктором. Фуллер погиб 18 марта 1944 года вблизи Сейла, попав в аварию на своём велосипеде с участием автобуса.

## Память

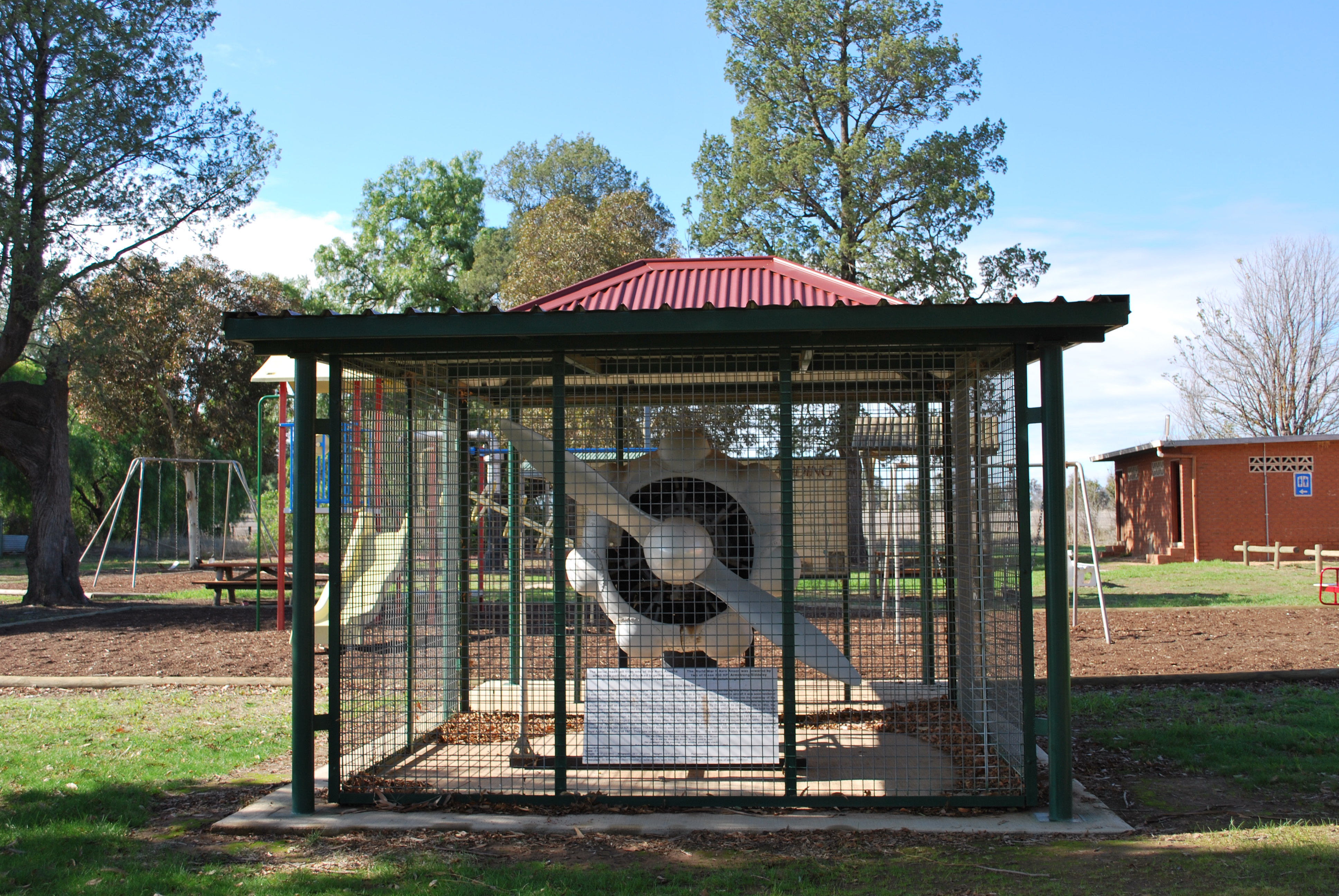
Монумент в честь события в Броклсби

29 сентября 1990 года местные жители отметили 50-летие этого события, установив на месте знаменитой посадки мемориальную доску. В торжественной обстановке её открыл лидер Национальной партии Австралии Тим Фишер. 26 января 2007 года во время празднования Дня Австралии в Броклсби открыли памятник в виде двигателя самолёта Avro Anson.